# Suburban Rebels
Suburban Rebels és un grup de música street punk de Barcelona. Les seves lletres tracten temes com la violència, el futbol, l'orgull de classe i l'amor incondicional por la cervesa.

## Discografia
- Barcelona Oi! (1996, maqueta editada en casset per Plastic Disc)
- Nacidos para provocar (2000, disc editat en CD i LP per Bronco Bullfrog Records)[2]
- El flotar... Se va a acabar! (2008, disc editat en CD i LP per Daily Records)
- Skinhead (EP, 2015, Evil Records)
- Live and Loud (2020, compartit amb Pilseners; Daily Records/ Mai Morirem)[3]
- Vells però encara forts (2022, Bronco Bullfrog Records / Runnin Riot Mailorder)[4]